# 李思訓

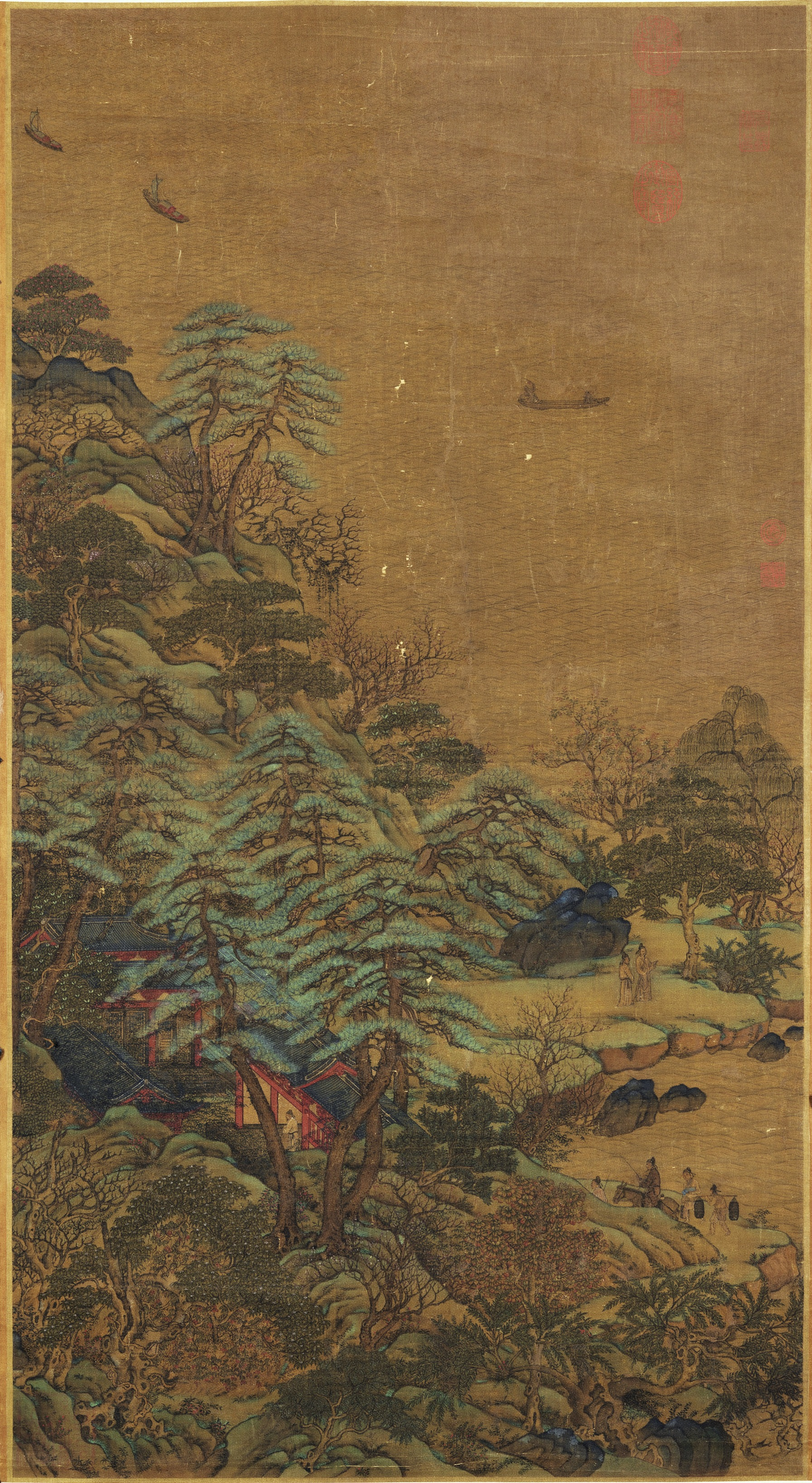
《江帆樓閣圖》

李思訓（651年—718年），字建睍，一作建景。成紀（今甘肅秦安）人，出自唐朝皇室郇王房。初唐畫家。

## 生平
他是郇王（太祖李虎第六子）李祎的曾孙，长平肃王李叔良之孙，华阳郡公、原州长史李孝斌之子，扬府参军李思诲（李林甫之父）之兄。曾受武則天迫害，棄官隱；唐中宗即位，封隴西郡公，實封二百戶。《唐朝名畫錄》說唐玄宗在天寶中曾召吳道子和李思訓于大同殿畫嘉陵江山水，累月方畢。但實際上李思訓死于開元六年，並不可能為玄宗所召。:159

## 藝術風格
他擅畫華麗色山水树石，笔力遒劲；好写湍濑潺湲、云霞缥缈之景，鸟兽花木，亦得其态，以金碧山水著稱，不過其作品還沒有脫離魏晉南北朝以來求仙訪道的內容，常取神話故事人物作點綴，但無損他「國朝山水第一」的時稱，為中國山水畫北宗之祖。
唐玄宗曾說過，“李思訓數月之功，吳道子一日之跡，皆極盡其妙處。”今藏於國立故宮博物院的《江帆樓閣圖》傳為其作品。
李思訓之子李昭道，繼承家學，也是著名畫家。由於李思訓曾任左武衛大將軍一職，時人稱他為“大李將軍”，而他的兒子則稱為“小李將軍”。

## 延伸阅读
[在维基数据编辑]
 《新唐書·卷078》，出自《新唐書》
 在维基共享资源阅览影像